# Saudrupt
Saudrupt település Franciaországban, Meuse megyében. Lakosainak száma 191 fő (2022. január 1.). Saudrupt Brillon-en-Barrois, Haironville, Lisle-en-Rigault, Sommelonne és Ville-sur-Saulx községekkel határos.

## Népesség
A település népessége az elmúlt években az alábbi módon változott:
| Lakosok száma | 204  | 196  | 198  | 218  | 201  | 202  | 198  | 193  | 193  | 191  |
|               | 1968 | 1982 | 1990 | 2006 | 2013 | 2015 | 2017 | 2019 | 2020 | 2022 |